# Agustín F. Cuenca
Agustín Fidencio Cuenca Coba (16 de noviembre de  1850, Ciudad de México - 1884) fue un poeta de transición, que pasó del romanticismo al modernismo, autor de teatro y colaborador de los principales periódicos liberales de su época, es decir, durante los gobiernos de: Benito Juárez y Sebastián Lerdo de Tejada, que constituyeron la etapa de la República Restaurada; los interinatos de José María Iglesias y Juan N. Méndez, el primer cuatrienio de Porfirio Díaz y el gobierno del presidente Manuel González Flores.

## Trayectoria

### Orígenes
Agustín F. Cuenca, como firmó siempre, fue hijo de Albino Cuenca y de Paula Coba. Su padre se encargó de su educación básica, en casa. Acreditó la primaria mediante examen. Con el fin de ser abogado, llevó en el San Ildefonso, durante el imperio de Maximiliano, en un año tres cursos de Latín y en la República Restaurada el curso Enciclopédico que se introdujo. Tras un paréntesis de un lustro, dedicado a la escritura, entró a la Escuela de Jurisprudencia, donde estudió Derecho natural y Derecho romano. No conluyó la carrera de Leyes por dedicarse al periodismo y a las letras.

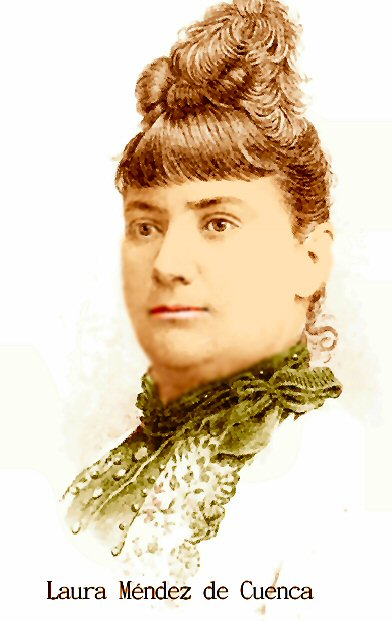
Laura Méndez de Cuenca, esposa de Agustín F. Cuenca

En octubre de 1877 contrajo matrimonio con la escritora y pedagoga Laura Méndez de Cuenca, con quien permaneció unido hasta su muerte en 1884. De los siete hijos que tuvieron solo llegaron a la edad adulta Alicia, nacida en 1878, y Horacio, en 1880, ambos apellidados Cuenca Méndez.
Fue miembro fundador de la Sociedad Literaria Nezahualcóyotl, creada por Manuel Acuña y otros escritores en 1868. De ideología Liberal, cercano a la corriente radical de Sebastián Lerdo de Tejada, plasmó sus ideas en sus artículos y en su obra literaria y cuando se decepcionó de sus medidas gubernamentales, lo expresó abiertamente.

## Obra

### Poeta
Cuenca empezó a escribir poemas en 1868, a los 18 años. Lo hizo los siguientes 16 años, es decir, el resto de su vida. Entre ellos sobresalieron: El deseo (1868); A Cuba (1869); Oda leída en la distribución de premios de las escuelas lancasterianas y Ante el cadáver del señor don Anselmo de la Portilla (1870); Al cumplir treinta y tres años y Rosa de fuego (1883); "Pasionaria" (1884). 
Su poesía fue diversa: algunos poemas están escritos por compromiso político o social, por alusión a eventos sociales, algunos hacían alusión a sus emociones, etc. 
Aunque al final de su vida estuvo preparando un manuscrito con su poesía, con el objetivo de hacer un libro, en el transcurso de su carrera, como a la mayoría de sus contemporáneos, no le interesó publicarlos en un volumen, sino que salieran en las antologías y en diferentes periódicos. Publicó en la Ciudad de México, Orizaba y otras partes del país. También envió colaboraciones a Argentina y España. En su primer poema exclamó:
EL DESEO (fragmento)
Juventud. y riquezas,. y hermosura

e ilusiones de gloria. ya no os creo! 

Me hicisteis apurar negra amargura. 

y uno es ahora mi feliz deseo … 
Hasta la fecha se conocen alrededor de 40 poemas, suficientes para que se le considere un poeta romántico que fue evolucionando hacia el modernismo, dos corrientes literarias de su época. Por eso, se le llama poeta de transición. Sus descripciones son muy visuales. Por ejemplo, 
A GOROSTIZA (fragmento)
Del tiempo la luz matiza

Mi memoria al recordar, 

Y encuentro a orillas del mar

La cuna de Gorostiza

Donde en la arenosa falda

Del suelo veracruzano, 

Rompe el Golfo mexicano

Sus cristales de esmeralda.

### Periodista
No se ha llevado a cabo una recopilación de sus artículos periodísticos, pero Juan de Dios Peza, describió su labor: “Cuenca ha escrito en los principales periódicos de México y tiene la satisfacción de haber ocupado durante dos años un puesto en la redacción del Siglo XIX, a la que sólo han pertenecido los hombres más notables del país.
“Ha redactado también el Eco de Ambos Mundos. el Porvenir, la Sombra de Guerrero y el Interino, siendo de notarse que Cuenca era el redactor en jefe de este periódico y que escribió durante el aciago período en que fue suprimida la libertad de imprenta, habiéndole acarreado esta circunstancia muy graves dificultades. pues él era entonces el único escritor de oposición que en la capital de la República continuaba dando a la luz pública sus artículos. de los cuales uno de ellos fue multado por el gobierno del señor Lerdo.” (Sebastián Lerdo de Tejada) 
Entre las revistas en las que colaboró, destaca El álbum de la mujer, periódico ilustrado. Apoyó la lucha feminina por la igualdad.
Además de sus colaboraciones periódicas, fue director de redacción del Siglo XIX y en Orizaba de los periódicos oficiales El iris veracruzano y del fundado por él, El Amigo del Pueblo.

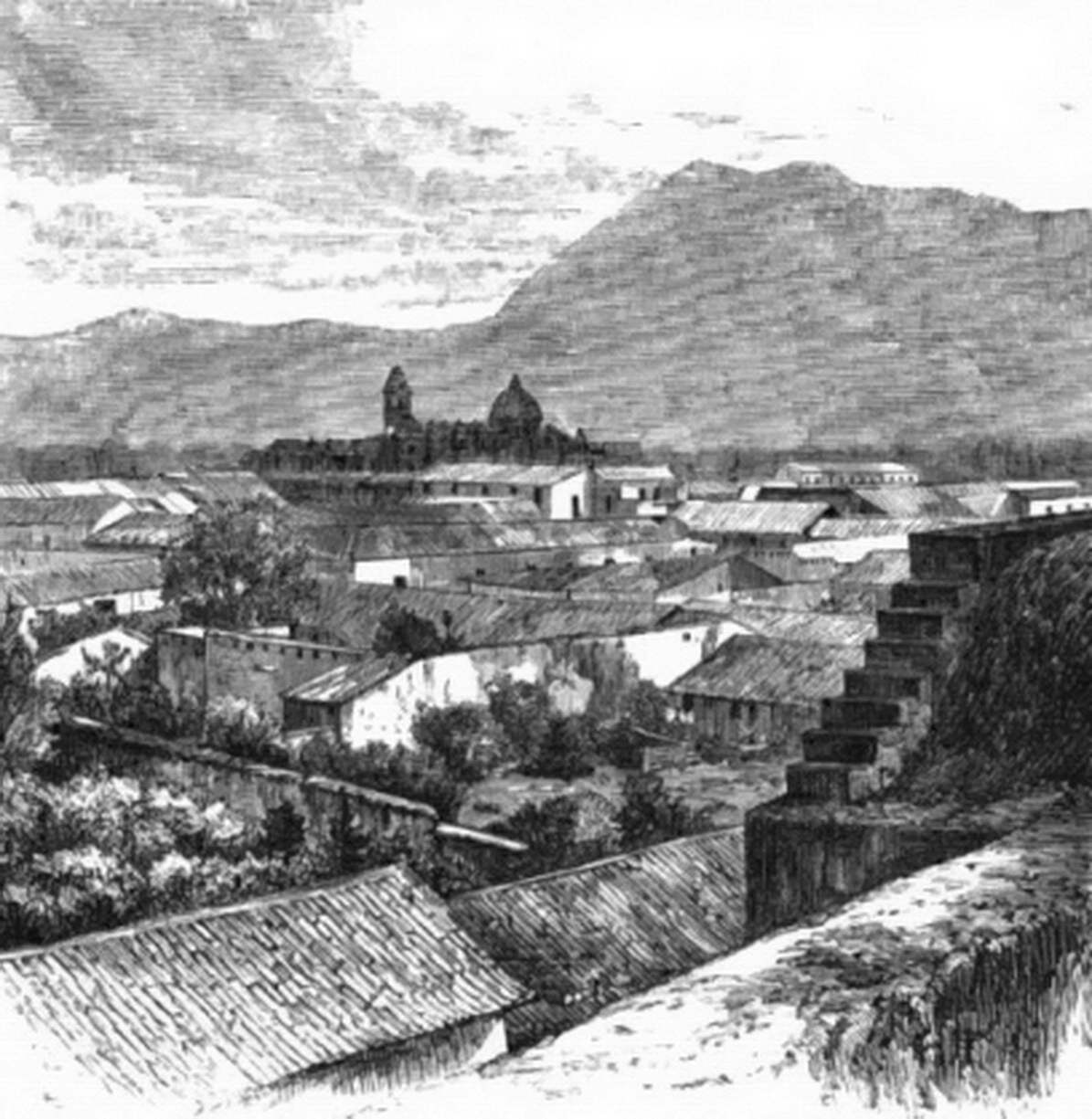
Orizaba fue un lugar que permitió el desarrollo personal de Agustín F. Cuenca y su esposa Laura

### Biógrafo
En 1873, con motivo de la tercera gira que la cantautora Ángela Peralta emprendió a Europa y realizó su biografía profesional, Rasgos biográficos de Ángela Peralta de Castera. 

### Dramaturgo
Escribió el drama social La Cadena de Hierro, que se montó dos veces en el Gran Teatro Nacional, la primera de ellas fue la noche del 20 de agosto de 1876. La actriz principal era la española María Rodríguez, quien representó a Clernencia; los otros tres personajes fueron: Andrés, encarnado por Gabriel Galza; Ricardo, por Tomás Baladía; y Fernando, por Felipe Palomera.  La función se repitió días después, a pesar de la inquietud que provocaba la cercanía del ejército de Porfirio Díaz a la capital. El gobierno de Lerdo de Tejada cayó el 20 de noviembre de ese año.
La Cadena de Hierro es un drama en tres actos, cada uno de media hora de duración, a su vez divididos en varias escenas, lo que le dio una agilidad inusual. La decoración es la misma toda la obra y la historia transcurre en cuantas horas, que al final se convierten en minutos. El argumento gira en torno al problema creado por el adulterio. Termina en tragedia y suicidio. 

### Funcionario público

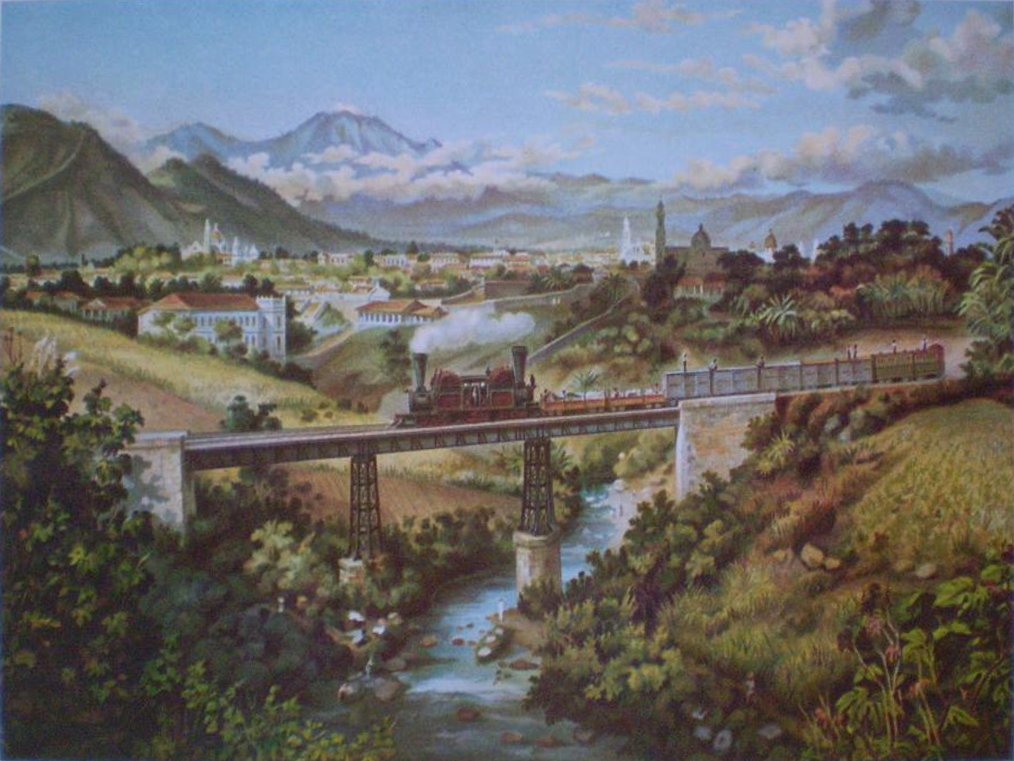
El ferrocarril fue un elemento clave en el desarrollo de Veracruz

En 1881, fue nombrado Regidor de Policía y Ornato de Orizaba, lo que lo llevó a organizar la Primera Exposición General de las Ciencias, las Artes y de la Industria, la primera que se hizo en México. Estuvo abierta del 15 de diciembre de 1881 al 15 de febrero de 1882. Dedicó un poema a los trabajadores:
AL TRABAJO (fragmentos)
En nuestro siglo inventor 

que es asombro de la historia

un pueblo trabajador 

sufre y lucha con valor 

para cubrirse de gloria. 
Ser libre y ser grande espera: 

guerra mueve al retroceso

y no sigue más bandera

que la que flota altanera

sobre el altar del progreso
[…]
Tú, pueblo veracruzano

que el deber tienes por norma

pueblo libre y soberano

que fuiste junto al océano

baluarte de la Reforma:” 
Trabaja con fe y aliento y

en la lucha que te espera

pueda tu noble ardimiento 

sobre el altar del talento 

clavar tu vieja bandera.”